# Bundesgesetzblatt
La Bundesgesetzblatt (« Journal officiel fédéral », abrégé en « BGBl. ») est le bulletin législatif de la République fédérale d’Allemagne ; elle est publiée à Bonn par le ministère fédéral de la Justice, et imprimée par la Bundesanzeiger-Verlagsgesellschaft.
Elle paraît depuis l’adoption de la Loi fondamentale de la République fédérale d'Allemagne, publiée dans la première édition le 23 mai 1949, et a pris la succession de la Reichsgesetzblatt qui remplissait la même fonction pour le Reich allemand.
Depuis 1951, elle comprend deux publications séparées, la partie I, consacrée au droit interne, et la partie II, qui comprend les normes internationales ainsi que leurs textes d’application et de proclamation. La pagination est continue sur tout une année au sein de chaque partie.